# Neosisyphus tibialis
Neosisyphus tibialis är en skalbaggsart som beskrevs av Achille Raffray 1877. Neosisyphus tibialis ingår i släktet Neosisyphus och familjen bladhorningar. Inga underarter finns listade i Catalogue of Life.